# Centetipsylla madagascariensis
Centetipsylla madagascariensis är en loppart som först beskrevs av Rothschild 1900.  Centetipsylla madagascariensis ingår i släktet Centetipsylla och familjen husloppor. Inga underarter finns listade i Catalogue of Life.